# Comment le brigadier perdit son oreille
Comment le brigadier perdit son oreille (How Brigadier Gerard Lost His Ear en version originale), est une nouvelle d'Arthur Conan Doyle mettant en scène le Brigadier Gérard. Elle est parue pour la première fois dans la revue britannique Strand Magazine en août 1902, avant d'être reprise dans le recueil Les Aventures du Brigadier Gérard (The Adventures of Gerard).
La nouvelle a été traduite en français par Adrien de Jassaud et publiée en trois parties en février-mars 1903 dans le bimensuel Les Lectures Modernes n°30, 31 et 32 sous le titre Comment le brigadier Gérard perdit son oreille. La nouvelle a également été traduite par Robert Latour en 1957 pour l'édition intégrale des œuvres d'Arthur Conan Doyle éditée par Robert Laffont, sous le même titre que celui choisi par Adrien de Jassaud.

## Résumé
Présent à Venise en tant qu'aide de camp du général Suchet, le colonel Étienne Gérard s'éprend de Lucia, une Italienne dont le père est propriétaire d'une importante collection de peintures murales. Des militaires français souhaitent réquisitionner certaines de ces œuvres pour les envoyer à Paris, mais Gérard s'oppose à l'opération et s'attire ainsi la bienveillance de Lucia malgré l'hostilité que les Vénitiens affichent envers les militaires français.
Un soir, Gérard monte à bord d'une gondole pour retrouver Lucia et se fait capturer par le batelier qui appartient à une société secrète luttant contre l'occupant français. Gérard, ligoté, est emmené jusqu'à un palais vénitien transformé en tribunal et en prison. Avant d'être enfermé dans une cellule, le militaire français parvient à apercevoir dans une salle le capitaine Auret, un autre membre de l'armée française. Depuis sa geôle, Étienne Gérard entend les cris du capitaine Auret exécuté sommairement par les Vénitiens.
Étienne Gérard est jugé à son tour. On lui reproche sa relation avec Lucia en plus de son appartenance à l'armée française. Le militaire est condamné à deux jours de détention sans manger, qui précéderont une exécution dont les modalités restent alors à déterminer.
De retour dans sa cellule, Gérard cherche un moyen de s'évader et creuse un passage dans un panneau de bois séparant sa cellule de la cellule voisine. Le militaire français découvre que la personne détenue dans la cellule adjacente à la sienne n'est autre que Lucia, qui a également été capturée par la société secrète vénitienne. Ses juges ont décidé qu'elle aurait une oreille tranchée pour la punir de sa relation avec Étienne Gérard. Pour lui éviter ce châtiment, le militaire français décide de prendre la place de Lucia lorsque les geôliers viennent la chercher. Peu regardants, ces derniers ne s'aperçoivent pas de l'inversion des rôles grâce à la cape que Gérard porte. Les geôliers lui coupent ainsi une partie de l'oreille dans l'obscurité de la cellule. 
Par chance, l'armée impériale surgit alors dans le palais pour arrêter ses occupants dont les activités illégales ont été découvertes. Les geôliers d'Étienne Gérard et de Lucia prennent la fuite : les deux prisonniers se retrouvent libres. L'épilogue de la nouvelle mentionne que les geôliers vénitiens ont par la suite été fusillés par l'armée française et qu'après le départ des troupes françaises, Lucia s'est retirée dans un couvent.